# Mavi
La escultura urbana conocida como Mavi, ubicada en una fuente de la plaza  Longoria Carbajal, en la ciudad de Oviedo, Principado de Asturias, España, es una de las más de un centenar que adornan las calles de la mencionada ciudad española.
El paisaje urbano de esta ciudad se ve adornado por obras escultóricas, generalmente monumentos conmemorativos dedicados a personajes de especial relevancia en un primer momento, y más puramente artísticas desde finales del siglo XX.
La escultura, hecha en piedra volcánica y rematada en bronce, es obra de Santiago de Santiago, y está datada el 25 de noviembre de  1994. La obra adquirida por el Ayuntamiento de Oviedo, fue inaugurada por el entonces príncipe Felipe, presidiendo la fuente monumental que se construyó en la plaza Longoria Carbajal tras la reforma que se realizó en la misma. Representa el cuerpo de una joven sentada, que sujeta con una de sus manos la cabeza y el pelo, y tapa al tiempo su cara, La otra mano está cogiendo una de sus piernas a la altura de la espinilla.
En 2009 fue sustituida por otra escultura del mismo autor, llamada La Piedad, tras una nueva reforma de la plaza en donde se ubica.  La estatua está actualmente ubicada en la plaza del Concellín, en La Corredoria, por petición de los vecinos de la misma, según declaraciones del Alcalde de Oviedo.